# Copa de Campeones de América 1960
La Copa de Campeones de América 1960 fu la prima edizione della massima manifestazione sudamericana calcistica per club.
Il torneo iniziò il 19 aprile 1960 e si concluse il 19 giugno. Vide la partecipazione dei campioni nazionali di sette paesi affiliati alla CONMEBOL (non parteciparono i rappresentanti di Ecuador, Perù e Venezuela). In totale vennero disputate 13 partite, e messe a segno 38 reti.
Il torneo fu vinto dagli uruguayani del Peñarol di Montevideo, che sconfissero nella doppia finale i paraguayani dell'Olimpia di Asunción.
Capocannoniere del torneo fu il centravanti ecuadoriano del Peñarol Alberto Spencer, che mise a segno 7 reti, di cui quattro nel 7-1 con cui i giallo-neri batterono il Jorge Wilstermann. Spencer è attualmente il miglior marcatore nella storia della Coppa Libertadores, con 54 reti segnate tra 1960 e 1972.

## Squadre partecipanti
| Squadra              | Fase del torneo    |
| -------------------- | ------------------ |
| San Lorenzo          | semifinale         |
| Jorge Wilstermann    | primo turno        |
| Bahia                | primo turno        |
| Universidad de Chile | primo turno        |
| Millonarios          | seminale           |
| Olimpia Asunción     | finale             |
| Peñarol              | squadra vincitrice |

## Risultati

### Primo turno

#### Gruppo A
| Arbitro: | Marino |

|                       |           |  |
| Rossi Ruiz Sanfilippo | Marcatori |  |

| Arbitro: | Catebeke |

|                               |           |              |
| Carlitos Flávio Santos Marito | Marcatori | , Sanfilippo |

#### Gruppo B
| Arbitro: | Robles |

|                            |           |         |
| Spencer , Borges , Cubilla | Marcatori | Alcócer |

| Arbitro: | Praddaude |

|           |           |         |
| A. García | Marcatori | Cubilla |

#### Gruppo C
| Arbitro: | Armental |

|  |           |                                    |
|  | Marcatori | , Klinger , Pizarro Micheli Larraz |

| Arbitro: | Armental |

|         |           |  |
| Micheli | Marcatori |  |

### Semifinali
Partite di andata rispettivamente il 18 e il 29 maggio 1960. Partite di ritorno il 24 maggio e il 5 giugno 1960. Gara di spareggio tra Peñarol e San Lorenzo (2-1) disputata il 29 maggio 1960.
| Squadra 1   | Totale | Squadra 2        | Andata | Ritorno |
| ----------- | ------ | ---------------- | ------ | ------- |
| Peñarol     | 1-1    | San Lorenzo      | 1-1    | 0-0     |
| Millonarios | 1-5    | Olimpia Asunción | 0-0    | 1-5     |

### Finale
Partita di andata al Centenario di Montevideo il 12 giugno 1960. Partita di ritorno al Sajonia di Asunción il 19 giugno 1960.
| Squadra 1 | Totale | Squadra 2        | Andata | Ritorno |
| --------- | ------ | ---------------- | ------ | ------- |
| Peñarol   | 2-1    | Olimpia Asunción | 1-0    | 1-1     |